# Poecillastra schulzei
Poecillastra schulzei är en svampdjursart som först beskrevs av William Johnson Sollas 1886.  Poecillastra schulzei ingår i släktet Poecillastra och familjen Pachastrellidae. Inga underarter finns listade i Catalogue of Life.